# Epidapus carpaticus
Epidapus carpaticus är en tvåvingeart som beskrevs av Werner Mohrig och Boris Mamaev 1985. Epidapus carpaticus ingår i släktet Epidapus och familjen sorgmyggor.
Artens utbredningsområde är Ukraina. Inga underarter finns listade i Catalogue of Life.